# Hyménoplastie
L’hyménoplastie est une opération médicale pratiquée par un gynécologue ou par un chirurgien esthétique  : elle permet la reconstitution définitive de l'hymen[réf. nécessaire]. 
Une des techniques consiste à utiliser les séquelles hyménéales en les incisant et en les suturant côte à côte. 
L’opération se déroule sous anesthésie locale parfois accompagnée d'une sédation. 
En théorie, aucune trace n'est visible à la suite de cette intervention.
Cette opération chirurgicale a pour objectif de rendre à la femme une « virginité » physique. 